# Edgar Sevikyan
Edgar Sevikyan (Moscú, 2 de agosto de 2001) es un futbolista armenio que juega de centrocampista en el Ferencváros T. C. de la Nemzeti Bajnokság I.

## Trayectoria
Sevikyan comenzó su carrera deportiva en el Atlético Levante en 2020, debutando en Segunda División B el 19 de enero, en la derrota de su equipo por 0-1 frente al C. E. Sabadell. Una semana después, jugó su primer partido como titular, en el que además marcó un gol, en la victoria por 3-1 del Atlético Levante frente al Hércules C. F.
El 5 de diciembre de 2020 debutó como profesional con el Levante U. D., en un partido de la Primera División de España frente al Getafe C. F.
En julio de 2022 regresó a Rusia para jugar por primera vez en su país al firmar por tres temporadas con el F. C. Nizhni Nóvgorod. Estuvo una y media y en enero de 2024 fichó por el Ferencváros T. C. húngaro. En sus primeros meses con el equipo marcó dos goles, en diecisiete partidos, y en septiembre fue cedido al F. C. Lokomotiv Moscú.

## Selección nacional
Fue internacional sub-15, sub-16, sub-17, sub-18, sub-19 y sub-20 con la selección de fútbol de Rusia. En categoría absoluta decidió jugar con Armenia, con la que debutó el 12 de octubre de 2023 en un partido de clasificación para la Eurocopa 2024 ante Letonia que perdieron por dos goles a cero.

## Clubes
| Club                           | País    | Año       |
| ------------------------------ | ------- | --------- |
| Atlético Levante U. D.         | España  | 2020-2022 |
| F. C. Pari Nizhni Nóvgorod     | Rusia   | 2022-2024 |
| Ferencváros T. C.              | Hungría | 2024-     |
| F. C. Lokomotiv Moscú (cedido) | Rusia   | 2024-2025 |

## Palmarés

### Títulos nacionales
| Título              | Club              | País    | Año  |
| ------------------- | ----------------- | ------- | ---- |
| Nemzeti Bajnokság I | Ferencváros T. C. | Hungría | 2024 |